# Karl King
Karl L. King (Paintersville, Ohio, 21 de fevereiro de 1891 – Fort Dodge, Iowa, 31 de março de 1971) foi um diretor e compositor estadunidense de bandas militares e marchinhas circenses. Sua composição mais famosa é "Barnum and Bailey's Favorite", que é uma das mais famosas músicas circenses da história e que ficou conhecida como a "Avó das marchinhas circenses".

## Prêmios e Honrarias
- 1971 – Edwin Franco Goldman Award of the American School Bandmasters Association
- 1974 – Circus Music Historical Society Hall of Fame
- 1980 – "Hall of Fame of Distinguished Band Conductors" da National Band Association
- 1995 – Induzido ao "Circus Ring of Fame"

## Composições

### Obras para Orquestra
| - 1909: - Moonlight on the Nile, Oriëntaalse wals - 1909: - Southern Roses, wals - 1909: - Venetian Beauties, wals - 1910: - Celestial Choir, reverie - 1910: - Desdemona, walsen - 1911: - American Beauty, wals - 1911: - Aviation Tournament, mars - 1911: - Canton Aero Club, mars - 1911: - Dance of the Imps, karakteristieke Schottische - 1911: - Evening Shadows, serenade - 1911: - Excelsior, galop - 1911: - Love's Way, wals - 1911: - My Lady, wals - 1911: - Over the Stars, wals - 1911: - Roll of Honor, mars - 1911: - Sons of Veterans, mars - 1911: - The Avenger, mars - 1911: - The Conqueror, ouverture - 1911: - The Joy Riders, mars - 1911: - The Rifle Rangers, mars - 1911: - The Siren, wals - 1911: - The Victor, mars - 1911: - The Viking, mars - 1911: - Triumph, mars - 1911: - Water Lilies, wals - 1912: - Apollo, mars - 1912: - Belle Isle, wals - 1912: - Columbian, mars - 1912: - Fidelity, mars - 1912: - Fond Hearts, serenade - 1912: - Friendship, mazurka - 1912: - Homestretch, galop | - 1912: - Loyalty, mars - 1912: - Mooning, serenade - 1912: - Morning Tears, bloemenlied - 1912: - Roses and Orchids, wals - 1912: - Royal Emblem, ouverture - 1912: - Royal Hussars, mars - 1912: - The Centaur, mars - 1912: - The Iron Count, ouverture - 1912: - The Royalist, ouverture - 1912: - Wild Rose, Schottische - 1913: - A Night in June, serenade - 1914: - On A Summer's Eve, reverie - 1916: - Alcazar, mars - 1916: - Alpine Sunset, romantische wals - 1916: - Don Caezar, mars - 1916: - Georgia Girl - 1916: - Indian Serenade - 1916: - Knight Errant, mars - 1916: - Mercury, mars - 1916: - Niagara Maid, mars - 1916: - Nightfall, serenade - 1916: - Passing of the Red Man, Indiaans karakterstuk - 1916: - The Discriminator, mars - 1916: - Troubador, mars - 1916: - Wyoming Days, intermezzo - 1917: - In Old Portugal, wals - 1917: - On The Warpath, Indiaanse krijgsdans - 1917: - Selection From Prince Charming - 1918: - The High Private, mars - 1918: - Vanguard of Democracy, mars - 1919: - Enchanted Night, wals - 1919: - Kentucky Sunrise, two-step | - 1919: - Spanish Romance, intermezzo - 1919: - The Walking Frog, mars - 1919: - Ung-Kung-Foy-Ya, Chinees intermezzo - 1920: - An Autumn Romance, serenade - 1920: - Hosts of Freedom, mars - 1920: - Tuscarawas, mars - 1921: - Cyrus the Great, Perzische mars - 1921: - Monte Carlo, mars - 1921: - Sir Henry, mars - 1923: - Cle Elum Eagles, mars - 1923: - Cruiser Omaha, mars - 1923: - Eclipse Galop - 1923: - Fete Triumphal, mars - 1923: - Fountain of Youth, ouverture - 1923: - In Old Pekin, Chinese romance - 1923: - The Octopus and the Mermaid, een diepzee serenade - 1923: - The Silver Fountain, wals - 1923: - Vindication, mars - 1923: - Walsenburg, galop - 1923: - Yellowstone Trail, mars - 1924: - In A Moonlit Garden, intermezzo - 1925: - Lovers Lane, romance - 1925: - Step On It!, mars - 1925: - The Caravan Club, mars - 1925: - The Masquerader, mars - 1925: - The Three Musketeers, mars - 1926: - Valiant Youth, mars - 1928: - Barnum and Bailey's Favorite, mars - 1929: - The Golden Dragon, ouverture |

### Obras de banda
| - 1909: - Moonlight on the Nile, Oriëntaalse wals - 1909: - Canton Aero Club, mars - 1909: - Carrollton, mars - 1909: - Celestial Choir, reverie - 1909: - March T.M.B. (Thayer Military Band) - 1909: - Sons of Veterans, mars - 1909: - Venetian Beauties, wals - 1910: - American Beauty, wals - 1910: - Dance of the Imps, karakteristieke Schottische - 1910: - Desdemona, walsen - 1910: - Emblem of Freedom, mars - 1910: - Evening Shadows, serenade - 1910: - Excelsior, galop - 1910: - Love's Way, wals - 1910: - Military Life, two-step - 1910: - My Lady, wals - 1910: - Over the Stars, wals - 1910: - Ponderoso, mars - 1910: - Roll of Honor, mars - 1910: - Southern Roses, wals - 1910: - The Avenger, mars - 1910: - The Conqueror, ouverture - 1910: - The Devil and the Deep Blue Sea, humoreske - 1910: - The Gateway City, mars - 1910: - The Joy Riders, mars - 1910: - The Melody Shop, mars - 1910: - The Rifle Rangers, mars - 1910: - The Siren, wals - 1910: - The Victor, mars - 1910: - Triumph, mars - 1910: - Water Lilies, wals - 1910: - Westlawn Dirge - 1911: - Aviation Tournament March - 1911: - Neddermeyer Triumphal March - 1911: - Robinson's Grand Entrée, mars - 1911: - The Iron Count, ouverture - 1911: - The Viking March - werd later het strijdlied Indiana, Our Indiana van de Indiana University in Bloomington - 1911: - Triumphal March - 1911: - Wanderlust, mars - 1911: - Woody Van's, mars - 1912: - A Night in June, serenade voor kornet (of klarinet) en harmonieorkest - 1912: - Apollo March - 1912: - Belle Isle - 1912: - Columbian, mars - 1912: - Fidelity, mars - 1912: - Fond Hearts, serenade - 1912: - Friendship, mazurka - 1912: - Garland Entrée, mars - 1912: - Homestretch, galop - 1912: - Loyalty, mars - 1912: - Mooning, serenade - 1912: - Morning Tears, bloemenlied - 1912: - Princess of India, ouverture - 1912: - Remembrance - 1912: - Roses and Orchids, wals - 1912: - Royal Enblem, ouverture - 1912: - Royal Hussars, mars - 1912: - Spirit of Springtime, wals - 1912: - The Centaur, mars - 1912: - The Royalist, ouverture - 1912: - Wild Rose, Schottische - 1913: - Barnum and Bailey's Favorite, mars - 1913: - Emporia, galop - 1913: - Howdy Pap, mars - 1913: - Ragged Rozey, mars - 1913: - Sunshine, galop - 1913: - The Defending Circle, mars - 1913: - The Mystic Call, mars - 1914: - Alcazar, mars - 1914: - Don Caezar, mars - 1914: - Eventide, serenade - 1914: - Georgia Girl, karakteristieke two-step - 1914: - Gypsy Queen, ouverture - 1914: - Knight Errant, mars - 1914: - Mercury, mars - 1914: - Niagara Maid, mars - 1914: - Nightfall, serenade - 1914: - On A Summer's Eve, reverie - 1914: - Pride of Arizona, mars - 1914: - Royal Palm, ouverture - 1914: - Sells-Floto Triumphal, mars - 1914: - Solitude, voor trombone en harmonieorkest - 1914: - The Baronet, ouverture - 1914: - The Discriminator, mars - 1914: - Troubador, mars - 1914: - Wood-Nymphs, polka - 1914: - Wyoming Days, intermezzo - 1915: - Arabian Nights, Oriëntaals intermezzo - 1915: - Bon Voyage, mars - 1915: - Forest City Commandery, mars - 1915: - Invicible, ouverture - 1915: - On The Warpath, Indiaanse krijgsdans | - 1915: - Persian Moonlight, wals - 1915: - Selection From Prince Charming - 1915: - Walsenburg, galop - 1916: - Alpine Sunset, romantische wals - 1916: - Diplomacy, mars - 1916: - Gallant Zouaves, mars - 1916: - Passing of the Red Man, Indiaans karakterstuk - 1916: - The Altar of Genius, ouverture - 1916: - The Huntress, mars - 1917: - Eclipse Galop - 1917: - In Old Portugal, wals - 1917: - Sir Galahad, mars - 1917: - Spanish Romance, intermezzo - 1918: - Bolivar - 1918: - Sarasota, mars - 1918: - The High Private, mars - 1918: - Vanguard of Democracy, mars - 1919: - Broadway One-Step - 1919: - Enchanted Night, walsen - 1919: - Fame and Fortune, mars - 1919: - Kentucky Sunrise, two-step - 1919: - Majestic, galop - 1919: - Ohio Division, mars - 1919: - The Royal Scotch Highlanders, mars - 1919: - The Walking Frog, mars - 1919: - Ung-Kung-Foy-Ya, Chinees intermezzo - 1920: - Abdallah, Oriëntaalse foxtrot - 1920: - An Autumn Romance, serenade - 1920: - Hosts of Freedom, mars - 1920: - Tuscarawas, mars - 1921: - Cyrus The Great, Perzische mars - 1921: - Hawkeye Fair, mars - 1921: - Invictus, mars - 1921: - June Twilight, wals - 1921: - Monte Carlo, mars - 1921: - Sir Henry, mars - 1921: - The Attorney General - 1921: - The Iowa Band Law, mars - 1921: - The New Corn Palace - 1923: - Cle Elum Eagles, mars - 1923: - Cruiser Omaha, mars - 1923: - Fete Triumphal, mars - 1923: - In Old Pekin, een Chinese romance - 1923: - Military Life, mars - 1923: - Mournful Maggie, voor trombone en harmonieorkest - 1923: - The Octopus and the Mermaid, een diepzee serenade - 1923: - The Silver Fountain, wals - 1923: - Vindication, mars - 1923: - Yellowstone Trail, mars - 1924: - In A Moonlit Garden, intermezzo - 1924: - The Three Musketeers, mars - 1925: - Mountain Trails, mars - 1925: - Step On It!, mars - 1925: - The Caravan Club, mars - 1925: - The Masquerader, mars - 1925: - Trouping Days, mars - 1925: - True Blue, mars - 1925: - Valiant Youth, mars - 1926: - Alhambra Grotto, mars - 1926: - Atta-Boy, mars - 1926: - The Cardiff Giant, mars - 1926: - The Kentucky Derby, mars - 1926: - The New Madison Square Garden, mars - 1926: - The Wanderer, ouverture - 1927: - Bolivar, mars - 1927: - Monahan Post, mars - 1927: - Samson, mars - 1927: - Sunny Spain, fantasie - 1927: - The Lone Crusader, mars - 1927: - The Whippet Race, galop - 1928: - 140th Infantry, mars - 1928: - Nazir Grotto, mars - 1928: - Royal Hippodrome, galop - 1928: - The Magic Garden, ouverture - 1928: - The Pride of the Illini - 1929: - 147th Field Artillery, mars - 1929: - Franklin Post, mars - 1929: - Pageantry, mars - 1929: - The Kansas Bandman, mars - 1929: - The Missouri Bandman, mars - 1930: - The Goldman Band, mars - 1930: - Youth and Progress, mars - 1931: - Arkansas School Bands, mars - 1931: - Dreamy Dawn, wals - 1931: - International Favorites, mars - 1931: - Mystic Night, wals - 1931: - National Glory, ouverture - 1931: - Prestissimo, galop - 1931: - University of Idaho, mars - 1932: - Morning Glory, wals - 1932: - South Dakota State College, mars - 1933: - The Purple Pageant, concertmars - 1934: - The Big Cage, galop - 1934: - The Desert Patrol, Oriëntaalse mars | - 1934: - The Lieutenant Commander, mars - 1934: - Twilight, serenade - 1934: - Vision of Cleopatra, Oriëntaalse wals - 1935: - German Melodies, walsen selectie - 1935: - The University of North Dakota, mars - 1936: - Drake Relays, mars - 1936: - Herald of Progress, mars - 1936: - The Brigadier-General, mars - 1936: - The University of Chicago, mars - 1937: - Wisconsin's Pride, mars - 1938: - Hawkeye Glory, mars - 1938: - Michigan on Parade, mars - 1938: - Old Vienna, ouverture - 1938: - War March of the Tartars - 1939: - Mighty Minnesota, mars - 1941: - King Henry, mars - 1941: - Omar Khayyam, ouverture miniature - 1942: - Aces of the Air, mars - 1942: - Bombardier, mars - 1942: - Burma Patrol, Oriëntalse mars - 1942: - Call to Victory, mars - 1942: - Co-Eds On Parade, mars - 1942: - Coast Guards, mars - 1942: - Flying Cadets, mars - 1942: - Gallant Marines, mars - 1942: - Liberty Fleet, mars - 1942: - Night Flight, mars - 1942: - Pan American, mars - 1942: - Phillipian Festival, mars - 1942: - Pursuit Squadron, mars - 1942: - Sky Ranger, mars - 1942: - Thumbs-Up U.S.A., mars - 1942: - Torch of Liberty March - 1942: - United Nations, mars - 1942: - Wings of Army, mars - 1943: - A Moonlight Melody, serenade - 1943: - Alamo, mars - 1943: - Algeria, mars - 1943: - Argonne, mars - 1943: - Bunker Hill, mars - 1943: - Chateau Thierry, mars - 1943: - Custer's Cavalry, mars - 1943: - General Grant, mars - 1943: - General Lee, mars - 1943: - Henderson Field, mars - 1943: - Lexington, mars - 1943: - Manila Bay, mars - 1943: - Monterey, mars - 1943: - Rough Riders, mars - 1943: - Saint Mihiel, mars - 1943: - Santiago, mars - 1943: - Valley Forge, mars - 1944: - Auld Lang Syne, mars - 1944: - Circus Days, galop - 1944: - The Voyager, ouverture - 1945: - The Trombone King, mars - 1946: - Iowa Centennial March - 1946: - The Ohio Special, mars - 1951: - Golden Days, ouverture - 1952: - L.S.U. Tiger Triumph, mars - 1955: - Allied Honor - 1955: - Big Four - 1955: - Bonds of Unity, mars - 1955: - Free World, mars - 1955: - Freedom City, mars - 1955: - Glorious America, mars - 1955: - March of Freedom - 1955: - Miss Liberty, mars - 1955: - New Frontiers, mars - 1955: - Our Heritage, mars - 1955: - Peace Jubilee March - 1955: - Peacemaker, mars - 1955: - The American Way, mars - 1955: - Voice of America, mars - 1955: - We Stand United, mars - 1955: - Wings for Peace, mars - 1959: - Black and Gold Line - 1961: - Diamond Jubilee March - 1961: - The Center Ring, mars - 1962: - The Home Town Boy March - All the King's Men - Fantasie originale - Flying with the Colors - Fountain of Youth - Golden Dragon, ouverture - Greater Canton, mars - Imperial, mars - La Roquina - Loyal Americans, mars - Plucking Roses, intermezzo - Regi-men - Salute to the Colors March - Spencer Fair - Spirit of Minstrelsy |